# Olaf Lubaszenko
Olaf Lubaszenko (né le 6 décembre 1968 à Wrocław) est un comédien, metteur en scène et réalisateur, grand passionné de football. 
Il a fait ses débuts comme comédien à l'âge de treize ans, dans le feuilleton télévisé Życie Kamila Kuranta (La vie de Kamil Kurant) de Grzegorz Warchoł (pl). Il a joué dans plusieurs dizaines de films, dont Brève histoire d'amour de Krzysztof Kieslowski (il a été l'assistant de ce dernier sur le tournage de quatre films du Décalogue). Pour ce film, il a reçu en 1988 le prix principal du festival "Les stars de demain" de Genève. En 1997, il a tourné son premier long-métrage La Pile  (Sztos), film qui a attiré de nombreux spectateurs dans les salles de cinéma en Pologne. Depuis, il a tourné trois comédies qui ont eu un grand succès auprès du public.  "On peut créer un film dans la souffrance, mais ce n'est pas une nécessité. Je suis partisan de la seconde méthode", dit-il. Son approche de la mise en scène rappelle celle de Juliusz Machulski, mais le côté action s'y trouve plus développé.
Membre de l'Académie européenne du film. 

## Filmographie
- 1997 : La Pile (Sztos)
- 2000 : Les Garçons ne pleurent pas (Chłopaki nie płaczą)
- 2001 : La Matinée d'un coyote (Poranek Kojota)
- 2002 : E=mc2
- 2020 : Nobody Sleeps in the Woods Tonight (W lesie dzis nie zasnie nikt) de Bartosz M. Kowalski : le policier
- 2022 : L'Abîme de l'Enfer : le prieur
- 2024 : Braquage (Napad)